# Cleveland Cavaliers
Die Cleveland Cavaliers sind ein Team der nordamerikanischen Basketball-Profiliga NBA. Seine Heimspiele trägt das Team in der Rocket Arena in Cleveland, Ohio aus. Das Heim-Trikot ist weiß, die Auswärts-Jerseys rot und dunkelblau.

## Geschichte

### Anfänge der Cavaliers (1970–1980)
Die Cavaliers wurden 1970 in die Liga aufgenommen. Die Premiere-Saison verlief erwartungsgemäß schlecht. Die Cavaliers schlossen das erste Jahr mit 15 Siegen bei 67 Niederlagen ab. Als schlechtestes Team erhielten sie 1971 das Erstwahlrecht bei der NBA-Draft und wählten den Guard Austin Carr aus.
Von Carr angeführt, steigerten sich die Cavaliers jährlich, ohne jedoch die Playoffs zu erreichen. 1975 erreichte das Team mit 40–42 den sechsten Platz der Eastern Conference. Zum damaligen Zeitpunkt reichte es jedoch nicht für die Playoffsqualifikation. Ein Jahr später erreichte man hinter den Boston Celtics den zweiten Platz. Ebenso gewann man den Division-Titel. Trainer Bill Fitch wurde zum Trainer des Jahres durch die NBA ausgezeichnet. In den Playoffs schied man jedoch später im Conference-Finale gegen die Celtics aus. Die beiden darauffolgenden Jahre erreichte man ebenfalls die Playoffs, schied jedoch in der ersten Runde aus. 1979 verpasste man die Playoffs und Trainer Fitch wurde entlassen.

### Ära unter Stepien (1980–1983)
1980 wurden die Cavaliers an Ted Stepien verkauft. Bei seinem Antritt forderte er unter anderem, dass die Hälfte des Teams aus weißen Spielern bestehen sollte. Unter Stepiens Führung wurden die Cavaliers eines der schlechtesten Teams der Liga. Stepien traf umstrittene Personalentscheidungen, in dem er beispielsweise viele hohe Erstrunden-Draftpicks an andere Teams verkaufte. Somit konnten keine Talente verpflichtet werden, was dem Teamerfolg schadete und im Gegenzug anderen Teams zum Aufschwung verhalf. Ebenso verfolgte Stepien den Plan, die Spiele der Cavaliers nicht nur in Cleveland, sondern in ganz Ohio auszutragen und das Team entsprechend in „Ohio Cavaliers“ umzubenennen.
Der ausbleibende Teamerfolg führte dazu, dass auch die Zuschauer wegblieben. Während der Saison 1982–1983 kamen durchschnittlich 3900 Zuschauer zu den Cavaliersspielen. Bei einer Stadionkapazität von 20000 war das zu wenig. Stepien zog es in Erwägung das Team nach Toronto umzusiedeln. Doch er verkaufte 1983 die Cavaliers an die Brüder George und Gordon Gund, die das Team in Cleveland hielten. Weil Stepiens leichtfertige Trades die Cavaliers so sehr schädigten, sah sich die NBA dazu gezwungen die sogenannte „Stepien Rule“ einzuführen, die den Handel mit Draftpicks einschränkte. Seit 1983 ist es NBA-Teams untersagt bei aufeinanderfolgenden Drafts ohne Erstrundenpicks zu sein.

### Führung unter den Gunds (1983–1986)
Die Gunds stellten George Karl als neuen Trainer vor. Nachdem man 1984 noch die Playoffs verpasst hatte, erreichte man diese 1985 erstmals wieder. Trotz Erreichen der Playoffs, wurde Karl mitten in der Saison durch Gene Littles ersetzt. Die Cavaliers wurde von World B. Free angeführt, schieden in der ersten Runde jedoch gegen die Celtics aus. Das Jahr darauf wurden erneut die Playoffs verpasst. Auffällig war dabei der Trainerverschleiß. Über die letzten sieben Saisons hatten die Cavs insgesamt neun Trainer unter Vertrag. 1986 übernahm Lenny Wilkens die Cavaliers und begann diese wieder zu einer ernstzunehmenden Mannschaft zu formen.

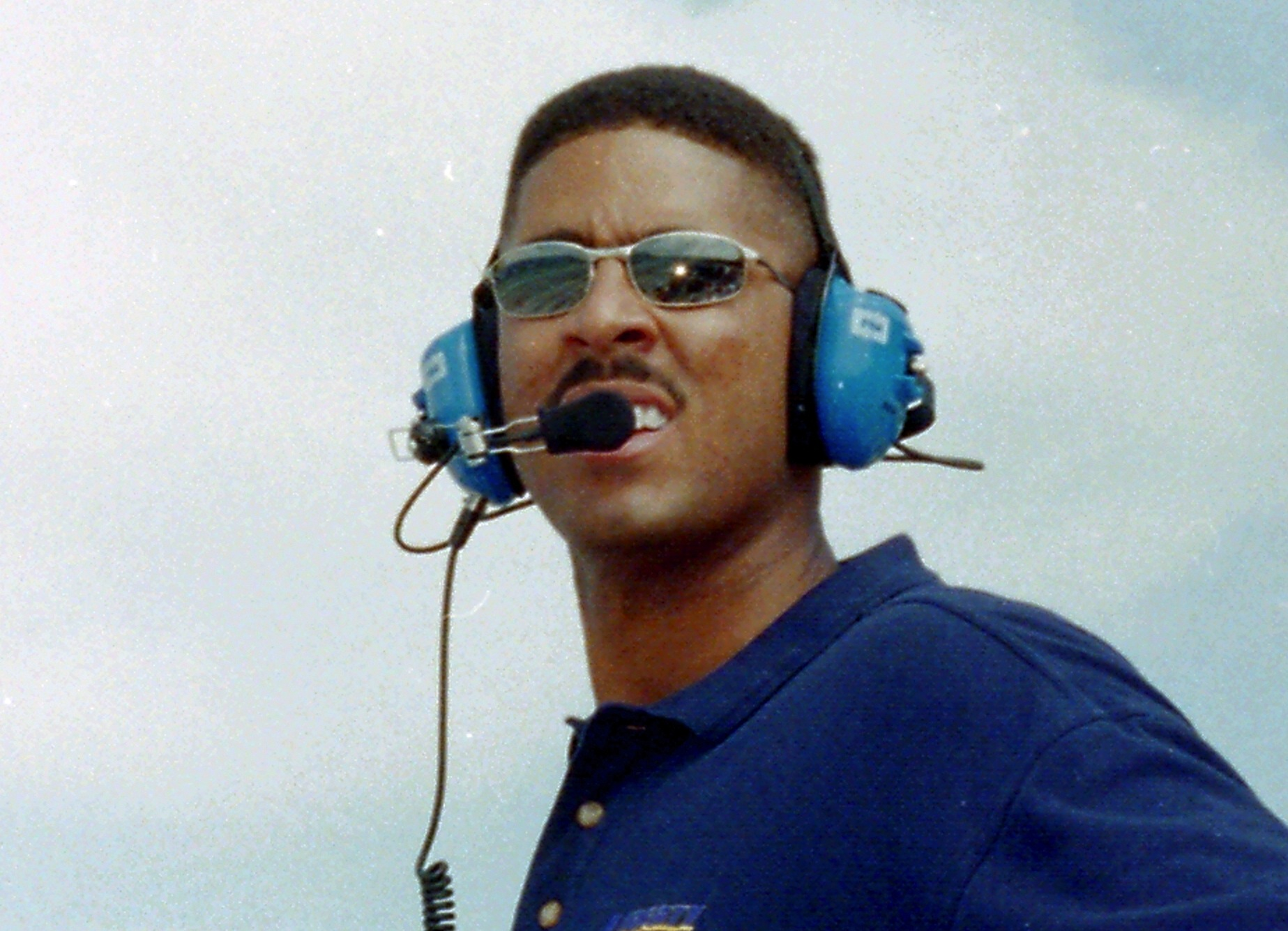
Brad Daugherty (1986–1994)

### Ankunft des Quartetts (1986–1995)
Beim NBA-Draft 1986 erhielten die Cavaliers das Erstwahlrecht und zogen Center Brad Daugherty an erster Stelle. Ebenfalls erhielt man den athletischen Shooting Guard Ron Harper an achter Stelle und Spielmacher Mark Price via Transfer von den Dallas Mavericks. Der bereits 1985 gedraftete John Williams komplettierte das junge Quartett. Von den Phoenix Suns kam Larry Nance nach Cleveland. Dieser Kern entwickelte sich zu einer der talentiertesten Startaufstellungen der Liga und erreichte 1988 die Playoffs. 1989 stellt man mit 57 Siegen bei 25 Niederlagen einen Teamrekord auf. Man erreichte erneut die Playoffs und traf auf die Chicago Bulls um Michael Jordan. Jedoch unterlag man diesen knapp mit 3:2 in der Best-of-Five-Serie.
Während der Saison 1989–1990 wurde Topscorer Harper zu den Los Angeles Clippers transferiert. Im Gegenzug wechselte Rookie Danny Ferry nach Cleveland. 1990 erreichte man ebenfalls die Playoffs. 1991 wurden die Playoffs verpasst. Dennoch holten die Cavaliers 1992 erneut 57 Siege und erreichten das Conference-Finale, wo sie sich dem späteren Meister Chicago Bulls 4:2 geschlagen geben mussten. Nachdem man in den Playoffs 1993 erneut gegen die Bulls ausgeschieden war, gab Wilkens seinen Abschied bekannt und wechselte als Trainer zu den Atlanta Hawks. Sein Nachfolger wurde Mike Fratello. Auch der Rest der Mannschaft zerfiel mit den Jahren. Daugherty beendete 1994 seine Karriere aufgrund schwerer Verletzungen. Auch Larry Nance trat im gleichen Jahr zurück. Mark Price wechselte 1995 zu den Washington Bullets. John Williams dagegen zu den Suns. Danny Ferry, der für Harper kam, konnte die hohen Erwartungen nicht erfüllen.

### Mittelmäßige Jahre (1995–1998)
Trotz der vielen Abgänge blieben die Cavaliers ein Playoffskandidat. Das Team wurde mittlerweile von Terrell Brandon und Tyrone Hill
angeführt. Unter Fratello wurde das Team eines der besten Verteidigungsteams der Liga. 1995 und 1996 erreichte man noch die Playoffs, schied jedoch beide Male in der ersten Runde aus. Nachdem man 1997 die Playoffs verpasst hatte, schickte man Brandon und Hill zu den Milwaukee Bucks. Im Gegenzug erhielt man Shawn Kemp von den Seattle SuperSonics. Auch die bisherigen Starter Chris Mills und Bobby Phills verließen das Team. Über die Drafts verstärkten Derek Anderson, Brevin Knight und Zydrunas Ilgauskas die Mannschaft. 1998 erreichte man die Playoffs, bevor das Team in die Bedeutungslosigkeit verschwand.

### Jahre in der Lottery (1999–2003)
Fratello wurde 1999 nach einer erfolglosen Saison entlassen. Kemp verließ 2000 die Mannschaft. Über die Drafts konnte man in den kommenden Jahren talentierte Spieler wie Andre Miller oder Carlos Boozer verpflichten. Jedoch hielt es kein Talent länger als drei Jahre in Cleveland. Einzige Konstante in dieser Zeit war der litauische Center Ilgauskas. Der Tiefpunkt wurde während der Saison 2002/03 erreicht, als man die schlechteste Bilanz der Liga aufwies.

Logo von 2003 bis 2010

### Ankunft von LeBron James (2003–2010)

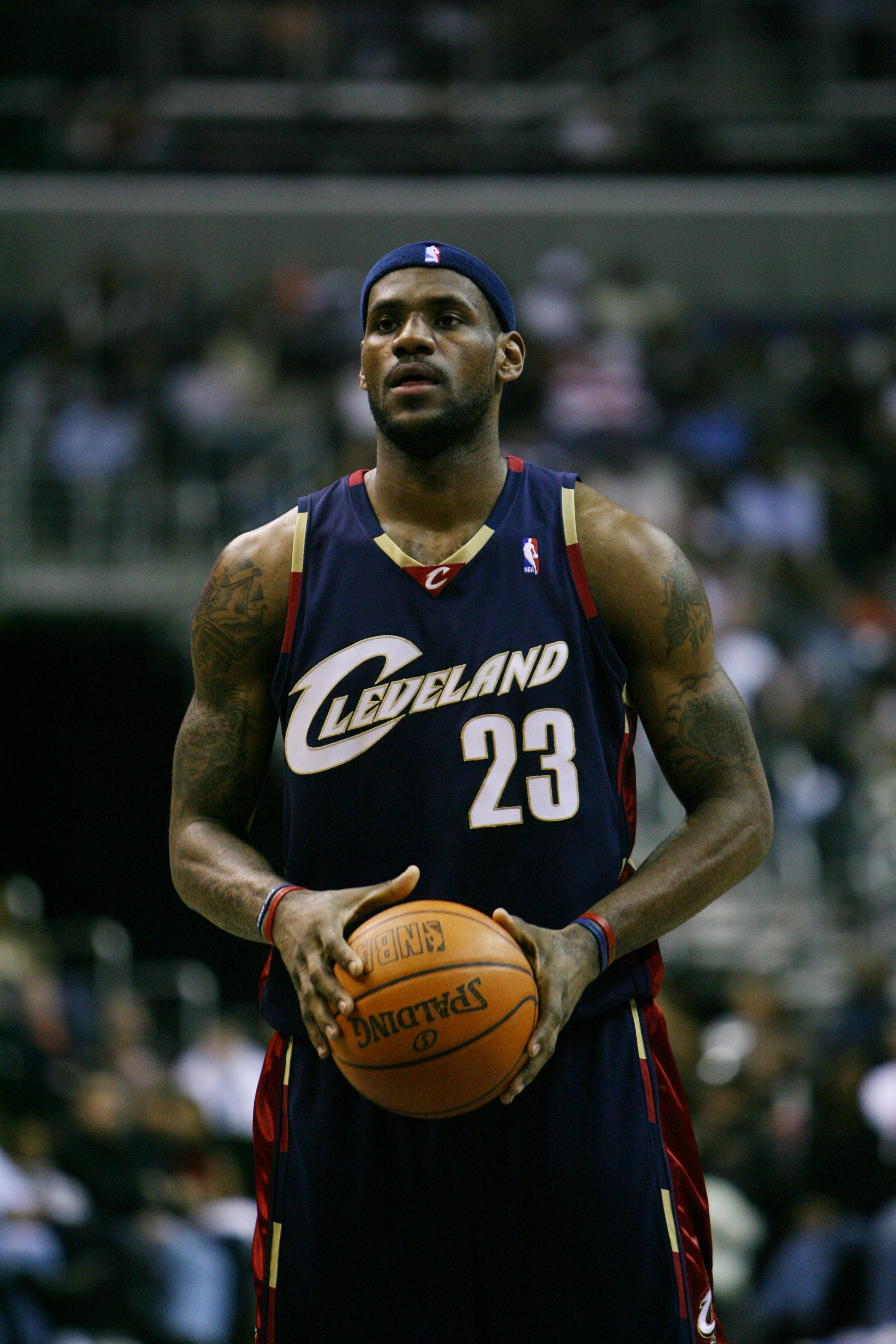
LeBron James (2003–2010 und 2014–2018)

Beim NBA-Draft 2003 verpflichteten die Cavaliers den Small Forward LeBron James direkt von der High School. Er übernahm von den ersten Partien an eine große Verantwortung und wurde sofort zum Franchise-Player der Cavaliers. Gemeinsam mit Ilgauskas und Boozer bildete James eines der talentiertesten Frontcourts der Liga. Die Playoffs konnten jedoch nicht erreicht werden. 2004 verließ Boozer Cleveland Richtung Utah Jazz. Als Ersatz wurde Drew Gooden verpflichtet. Ebenso verpflichtete man Forward Donyell Marshall. Die Saison darauf verbesserte man sich erneut und verpasste knapp die Playoffs.
2005 wurden die Cavaliers von Dan Gilbert gekauft. Dieser verstärkte den Klub mit Larry Hughes von den Washington Wizards. Als neuer Headcoach wurde Mike Brown präsentiert. LeBron James, der Star des Teams, spielte eine der besten Saisons, die je ein Spieler in der Nach-Jordan-Ära in der NBA schaffte. Mit 27 Punkten, 7 Rebounds und mehr als 7 Assists im Schnitt erreichte er, für einen Sophomore, sehr gute Werte.
In der Saison 2006/07 konnten die „Cavs“ – insbesondere wegen eines überragenden LeBron James die Eastern Conference Championship und somit das NBA-Finale erreichen, welches gegen die San Antonio Spurs, um deren Superstar und Finals-MVP Tony Parker, klar mit 0:4 Spielen verloren wurde. 2007/08 schieden sie im Conference-Halbfinale gegen die Boston Celtics mit 3:4 Siegen aus.
Für die Saison 2008/09 verstärkten sich die Cavaliers mit dem Point Guard Mo Williams, der zuvor für die Milwaukee Bucks spielte, und erzielten mit 66:12 Siegen die beste Bilanz der Liga. Die Cavs erreichten die Conference Finals, unterlagen dort den Orlando Magic um Dwight Howard. Dies veranlasste die Cavaliers, sich auf der Center-Position zu verstärken, was mit Routinier Shaquille O’Neal für ein Jahr geschah. Zusätzlich verpflichtete man Forward Antawn Jamison von den Wizards. Obwohl sie 2009/10 mit einer Bilanz von 61:21 wieder die meisten Siege aller Teams in der NBA verzeichneten, schieden sie in den Playoffs im Viertelfinale gegen die Boston Celtics aus.

### Neuaufbau über die Draftlottery (2011–2014)
Zur Saison 2010/11 verließ LeBron James die Cavaliers, um gemeinsam mit Dwyane Wade und Chris Bosh bei den Miami Heat zu spielen. Die Cavaliers entließen Coach Mike Brown samt seinen Assistenzcoaches. Nach über einem Monat Suche verpflichteten die Cavaliers den ehemaligen Coach of the Year Byron Scott als neuen Headcoach. Scott sollte den Cavaliers eine neue Identität auf dem Feld geben, da die Taktik bisher um LeBron James aufgebaut war und dies seit seinem Wechsel nach Miami nicht mehr möglich war. Diese Umstellung glückte jedoch nicht und die Cavaliers verloren 44 von ihren ersten 52 Spielen in der Saison 2010/11. Am 7. Februar 2011 unterlagen sie den Dallas Mavericks und stellten mit der 25. Niederlage in Folge die längste Niederlagenserie in der Geschichte der NBA auf. Zwei Tage später mussten sie sich den Detroit Pistons geschlagen geben und stellten somit die längste Niederlagenserie in der Geschichte der vier amerikanischen Profisportligen (NFL, MLB, NBA, NHL) ein.
Bei der NBA-Draft-Lottery 2011 wurden den Cavaliers der erste und vierte Pick zugelost. Den ersten Pick erhielten sie während der Saison gemeinsam mit Baron Davis von den Los Angeles Clippers, der vierte Pick war der eigene. Beim NBA-Draft 2011 drafteten die Cavaliers mit dem ersten Pick Kyrie Irving und mit dem vierten Pick Tristan Thompson. Beide Spieler galten als größte Hoffnungsträger seit dem Abgang von LeBron James nach Miami. Besonders Irving konnte in seiner Rookie-Saison den hohen Erwartungen gerecht werden und wurde zum NBA Rookie of the Year 2012 gewählt sowie in das NBA All-Rookie First Team berufen.
Auch im Sommer 2012 hatten die Cleveland Cavaliers wieder einen hohen Pick in der NBA Draft und sicherten sich an vierter Stelle Guard Dion Waiters von der Syracuse University. Dazu kam per Trade Forward Tyler Zeller, welcher zuvor von den Dallas Mavericks gedraftet worden war. Als weiterer Routinier wurde C. J. Miles von den Utah Jazz verpflichtet. Die Saison startete vielversprechend, jedoch im weiteren Verlauf rutschten die Cavaliers erneut in den Tabellenkeller der Eastern Conference. Einziger Lichtblick war die Allstar-Nominierung von Guard Kyrie Irving. Die Saison endete mit 24 Siegen und 58 Niederlagen. Kurz nach Saisonende wurde Trainer Byron Scott von den Cavaliers entlassen.
Als Nachfolger wurde der ehemalige Headcoach der Cavaliers Mike Brown präsentiert, der die Mannschaft bereits von 2005 bis 2010 trainierte. Am 21. Mai gewann Cleveland die NBA-Draft-Lottery 2013 und zog somit zum zweiten Mal innerhalb von 3 Jahren an erster Stelle. Auch die Picks Nummer 19 (von Los Angeles), 31 (von Orlando) und 33 (eigener Zweitrundenpick) gehören in diesem Draft den Cavaliers.
Beim NBA-Draft 2013 wählten die Cavaliers den kanadischen Forward Anthony Bennett von der UNLV mit dem ersten Pick aus. Weiterhin verstärkt der an 19. Stelle ausgewählte Russe Sergey Karasev die Mannschaft. Sportlich konnte 2013/2014 die Bilanz wieder verbessert werden, aber 33 Siegen und 49 Niederlagen waren die Playoffs trotzdem außer Reichweite. Im Anschluss an die Saison gaben die Cavaliers die erneute Trennung von Headcoach Mike Brown bekannt. Als Grund wurde das enttäuschende sportliche Abschneiden genannt.
2014 konnten die Cavaliers erneut die Draftlotterie gewinnen und wählen somit zum dritten Mal innerhalb von vier Jahren an erster Stelle. Beim NBA-Draft 2014 wählten die Cavs den Kanadier Andrew Wiggins von der University of Kansas, mit dem ersten Pick aus. Wiggins wurde jedoch einen Monat später, gemeinsam mit Anthony Bennett, für Kevin Love, zu den Minnesota Timberwolves transferiert.

### Rückkehr LeBron James, Verpflichtung von Kevin Love und erste Meisterschaft (2014–2018)

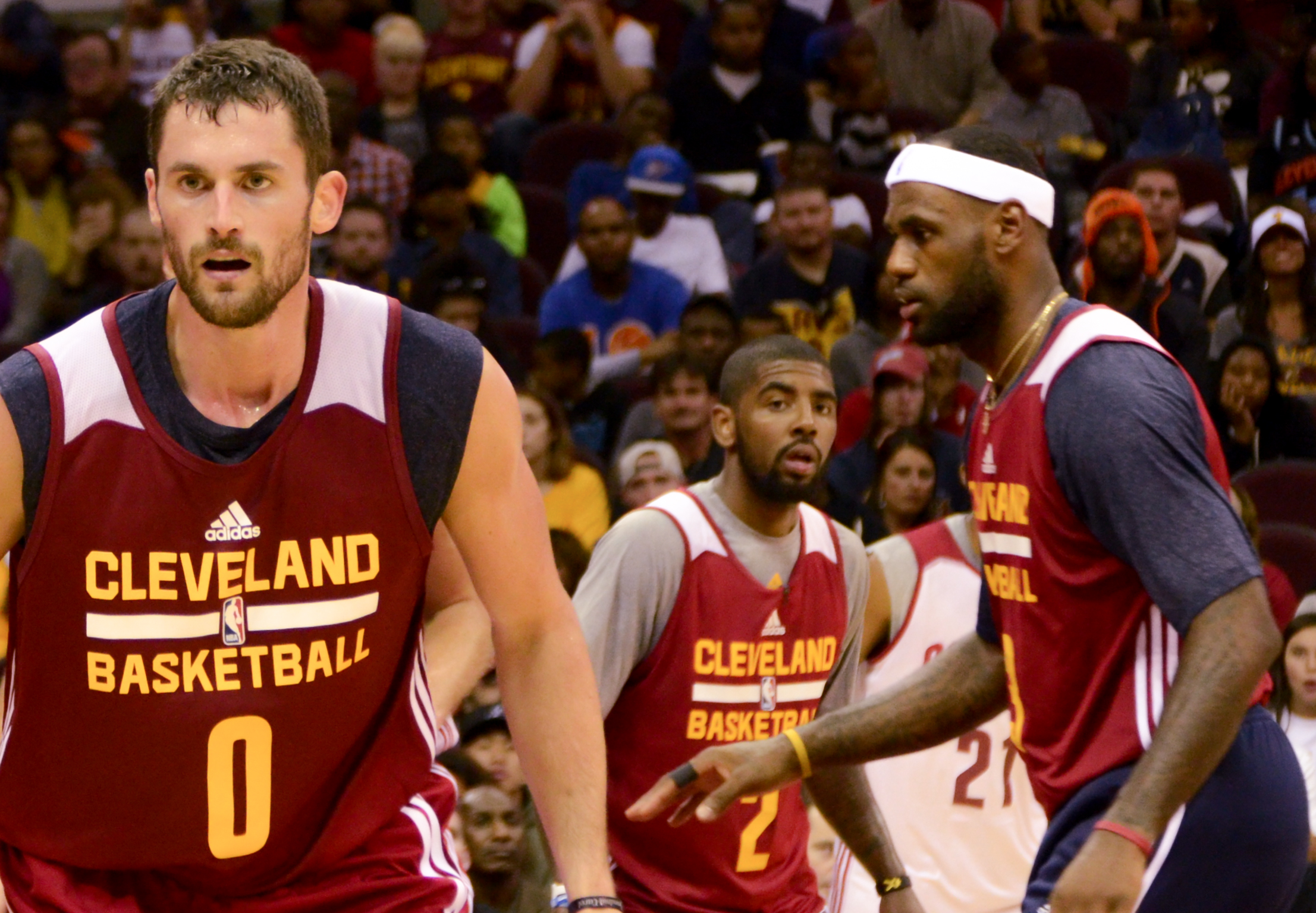
Kevin Love, Kyrie Irving und LeBron James

Am 10. Juli 2014 gab LeBron James seine spektakuläre Rückkehr nach Cleveland bekannt. Zudem konnte der Vertrag mit Kyrie Irving um fünf Jahre verlängert werden. Gemeinsam mit Love sollte nun in Cleveland ein neues Triumvirat entstehen. Mit Shawn Marion und Mike Miller wurden erfahrene Veteranen unter Vertrag genommen und mit David Blatt wurde ein erfolgreicher Trainer aus Europa verpflichtet. Des Weiteren wurden im Januar 2015 die Spieler J.R. Smith, Timofei Mosgow und Iman Shumpert transferiert.
Am 15. November 2014 gelang den Cavaliers mit 19 getroffenen Dreiern gegen die Atlanta Hawks ein Vereinsrekord. Im April konnten die Cleveland Cavaliers erstmals seit 2010 den Titel der Central Division gewinnen. Außerdem hält Kyrie Irving den Punkterekord pro Spiel der Saison 2014/15. Dem Guard gelang es gegen die San Antonio Spurs 57 Punkte zu erzielen. Die Cleveland Cavaliers belegten den zweiten Platz der Eastern Conference (NBA). Die Cavs erreichten das NBA-Finale, wo sie den Golden State Warriors mit 2:4 unterlagen.
Am 22. Januar 2016 trennten sich die Cavaliers von Coach David Blatt, obwohl man die Eastern Conference anführte. Sein Nachfolger wurde der bisherige Co-Trainer Tyronn Lue. Die Cavaliers qualifizierten sich mit 57 Siegen als bestes Team im Osten für die NBA-Playoffs. Nach Playoffsiegen über die Detroit Pistons, Atlanta Hawks und Toronto Raptors, zog man erneut in das NBA-Finale ein. Dort traf man, wie schon im Vorjahr, auf die Golden State Warriors. Die Warriors gingen schnell mit 3:1 in Führung. Die nächsten drei Spiele wurden daraufhin von Cleveland gewonnen und damit schaffte man den Rückstand zu drehen, was den Cavaliers als erstem Team im Finale der NBA-Geschichte gelungen ist. LeBron James wurde zum Finals-MVP gekürt, die Cavaliers erstmals NBA-Meister. Dies war die erste Meisterschaft einer in Cleveland beheimateten Profimannschaft in 18.802 Tagen (ca. 51,5 Jahre). Zuletzt waren die Cleveland Browns in der NFL-Saison 1964 siegreich.
Auch in der nächsten Saison erreichten die Cavaliers erneut die NBA Finals. Der Gegner war, wie bereits in den beiden Vorjahren, erneut das Team der Golden State Warriors. Diese erwiesen sich aber, auch dank der Verpflichtung des Superstars Kevin Durant, als zu stark für die Cavaliers und Cleveland verlor die Finalserie mit 1:4.

### Erneuter Abgang LeBron James und Neuaufbau über den Draft (seit 2018)
Anfang Juli 2018 verließ LeBron James, die tragende Säule der Mannschaft, die Cleveland Cavaliers und unterschrieb einen Vertrag über vier Jahre und für 154 Mio. US-Dollar Gehalt bei den Los Angeles Lakers. Nach einem misslungenen Saisonstart mit sechs Niederlagen in Folge entließen die Cavaliers am 27. Oktober 2018 ihren Headcoach Tyronn Lue. Vorläufig wird Co-Trainer Larry Drew die Mannschaft übernehmen.
Ohne James und mit einem verjüngerten Kader gingen die Cavaliers in die Saison 2018/19 und holten lediglich 19 Siege. Nach vier Finalteilnahmen in Folge, wurden die Playoffs diesmal deutlich verpasst. 2019 holte man sich Darius Garland im Draft. Es folgten 2 weitere enttäuschende Saisons. Während der 2020/21 Saison holte man Jarrett Allen per Trade von den Brooklyn Nets. Dazu wurde dann im nächsten Draft Evan Mobley geholt. Angeführt von Darius Garland und einer starken Defense starteten die Cavs sehr gut in die 2021/22 Saison. Allerdings verlor man aufgrund von Verletzungen den Anschluss und verpasst knapp die Playoffs. Nach der Saison tradete man für Superstar Donovan Mitchell. Für diesen gab man 3 Spieler und mehrere 1st-Round Picks ab. 2 Jahre später gewannen die Cavs zum ersten Mal eine Playoff Serie ohne LeBron James seit 1992.

## Aktueller Kader
| Nr. | Nat.                          | Name             | Position       | Geburt     | Größe  | Info | College          |
| --- | ----------------------------- | ---------------- | -------------- | ---------- | ------ | ---- | ---------------- |
| 1   | Vereinigte Staaten            | Max Strus        | Forward        | 28.03.1996 | 196 cm |      | DePaul           |
| 2   | Vereinigte Staaten            | Ty Jerome        | Guard          | 08.07.1997 | 196 cm |      | Virginia         |
| 4   | Vereinigte Staaten            | Evan Mobley      | Forward/Center | 18.06.2001 | 211 cm |      | USC              |
| 5   | Vereinigte Staaten            | Sam Merrill      | Guard          | 15.05.1996 | 193 cm |      | Utah State       |
| 8   | Vereinigte Staaten Montenegro | Javonte Green    | Forward        | 23.07.1993 | 196 cm |      | Radford          |
| 9   | Vereinigte Staaten            | Craig Porter Jr. | Guard          | 26.02.2000 | 188 cm |      | Wichita State    |
| 10  | Vereinigte Staaten            | Darius Garland   | Guard          | 26.01.2000 | 188 cm |      | Vanderbilt       |
| 12  | Vereinigte Staaten            | De'Andre Hunter  | Guard/Forward  | 02.12.1997 | 203 cm |      | Virginia         |
| 13  | Vereinigte Staaten            | Tristan Thompson | Forward/Center | 13.03.1991 | 206 cm |      | Texas            |
| 21  | Vereinigte Staaten            | Emoni Bates      | Guard/Forward  | 28.01.2004 | 206 cm | G    | Eastern Michigan |
| 24  | Vereinigte Staaten            | Jaylon Tyson     | Guard/Forward  | 02.12.2002 | 201 cm | R    | California       |
| 30  | Vereinigte Staaten            | Nae'Qwan Tomlin  | Forward        | 10.12.2000 | 208 cm | R G  | Memphis          |
| 31  | Vereinigte Staaten            | Jarrett Allen    | Center         | 21.04.1998 | 211 cm |      | Texas            |
| 32  | Vereinigte Staaten            | Dean Wade        | Forward        | 20.11.1996 | 208 cm |      | Kansas State     |
| 33  | Australien                    | Luke Travers     | Guard/Forward  | 03.09.2001 | 201 cm | R G  | Australien       |
| 35  | Vereinigte Staaten            | Isaac Okoro      | Forward        | 26.01.2001 | 198 cm |      | Auburn           |
| 45  | Vereinigte Staaten            | Donovan Mitchell | Guard          | 07.09.1996 | 185 cm |      | Louisville       |

| Nat.               | Name             | Position                    |
| ------------------ | ---------------- | --------------------------- |
| Vereinigte Staaten | Kenny Atkinson   | Head Coach                  |
| Vereinigte Staaten | Greg Buckner     | Assistenzcoach              |
| Vereinigte Staaten | Antonio Lang     | Assistenzcoach              |
| Vereinigte Staaten | Lindsay Gottlieb | Assistenzcoach              |
| unbekannt          | Dan Geriot       | Assistenzcoach              |
| unbekannt          | Mike Gerrity     | Assistenzcoach              |
| unbekannt          | Stephen Spiro    | Training und Rehabilitation |

| Abk. | Bedeutung                       |
| ---- | ------------------------------- |
| Nr.  | Trikotnummer                    |
| Nat. | Nationalität                    |
| C    | Mannschaftskapitän              |
| R    | Rookie                          |
| G    | Two-way contract                |
|      | Verletzungsbedingte Inaktivität |

## Ehrungen und nennenswerte Leistungen

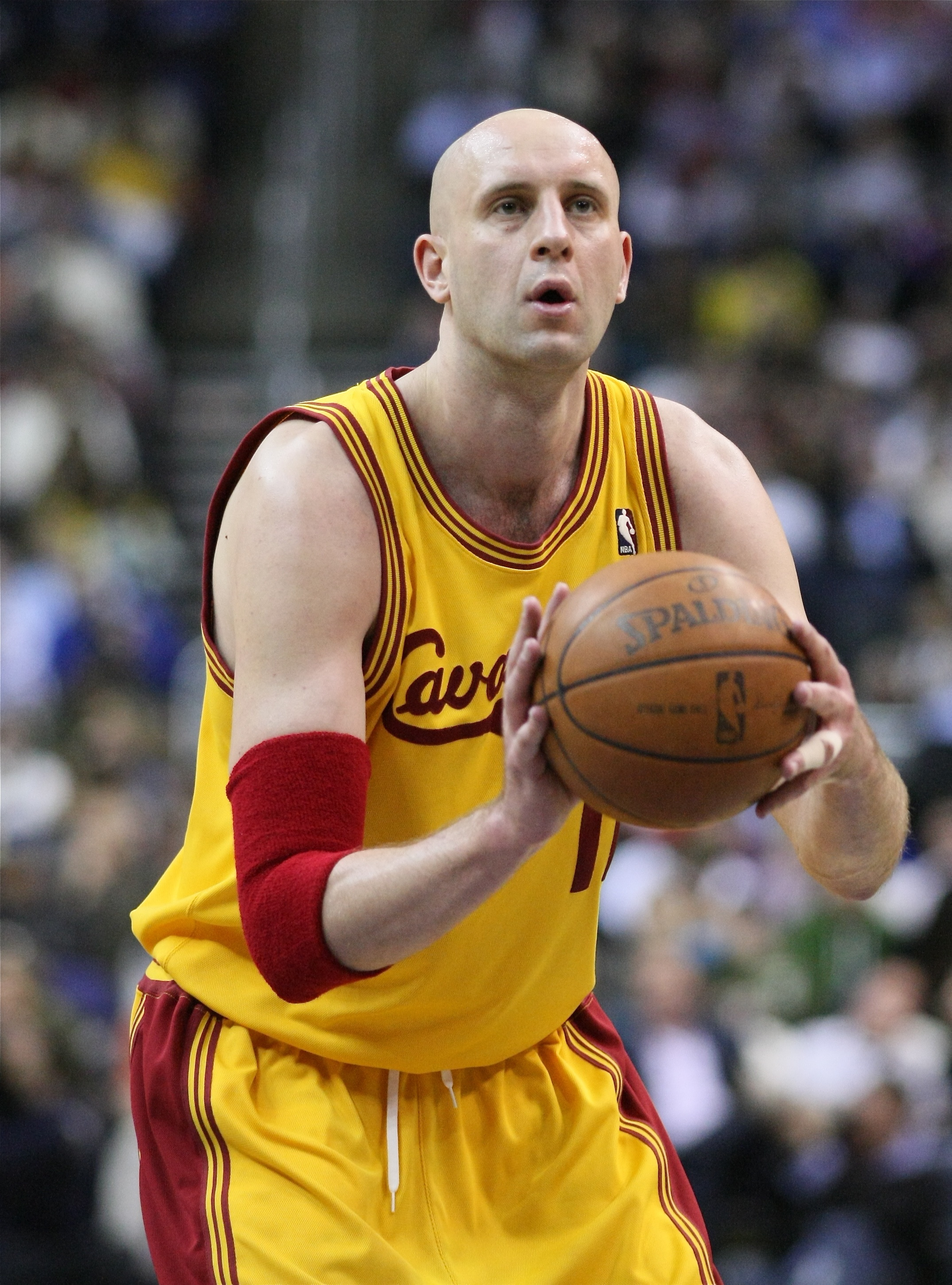
Center Žydrūnas Ilgauskas

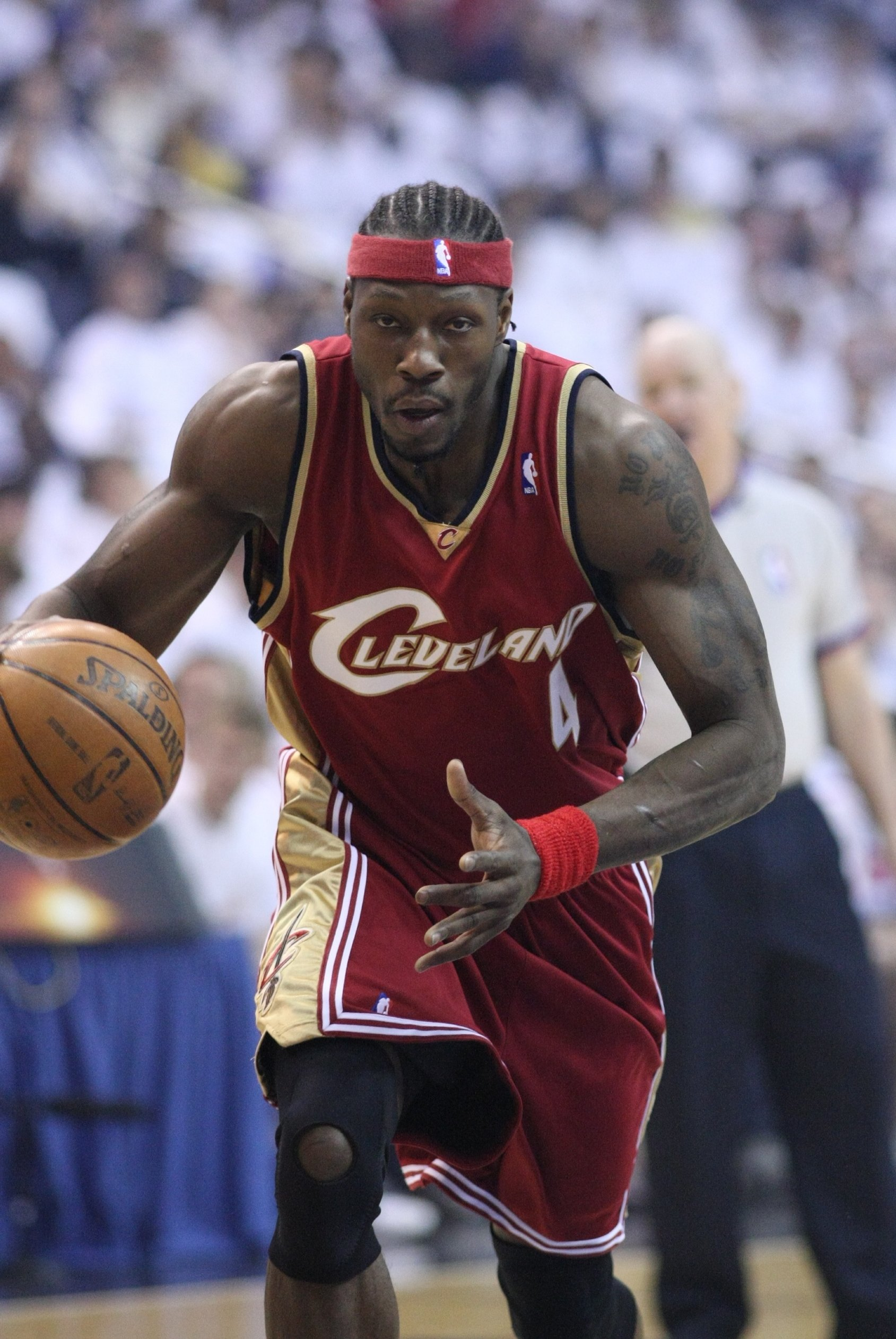
Center Ben Wallace

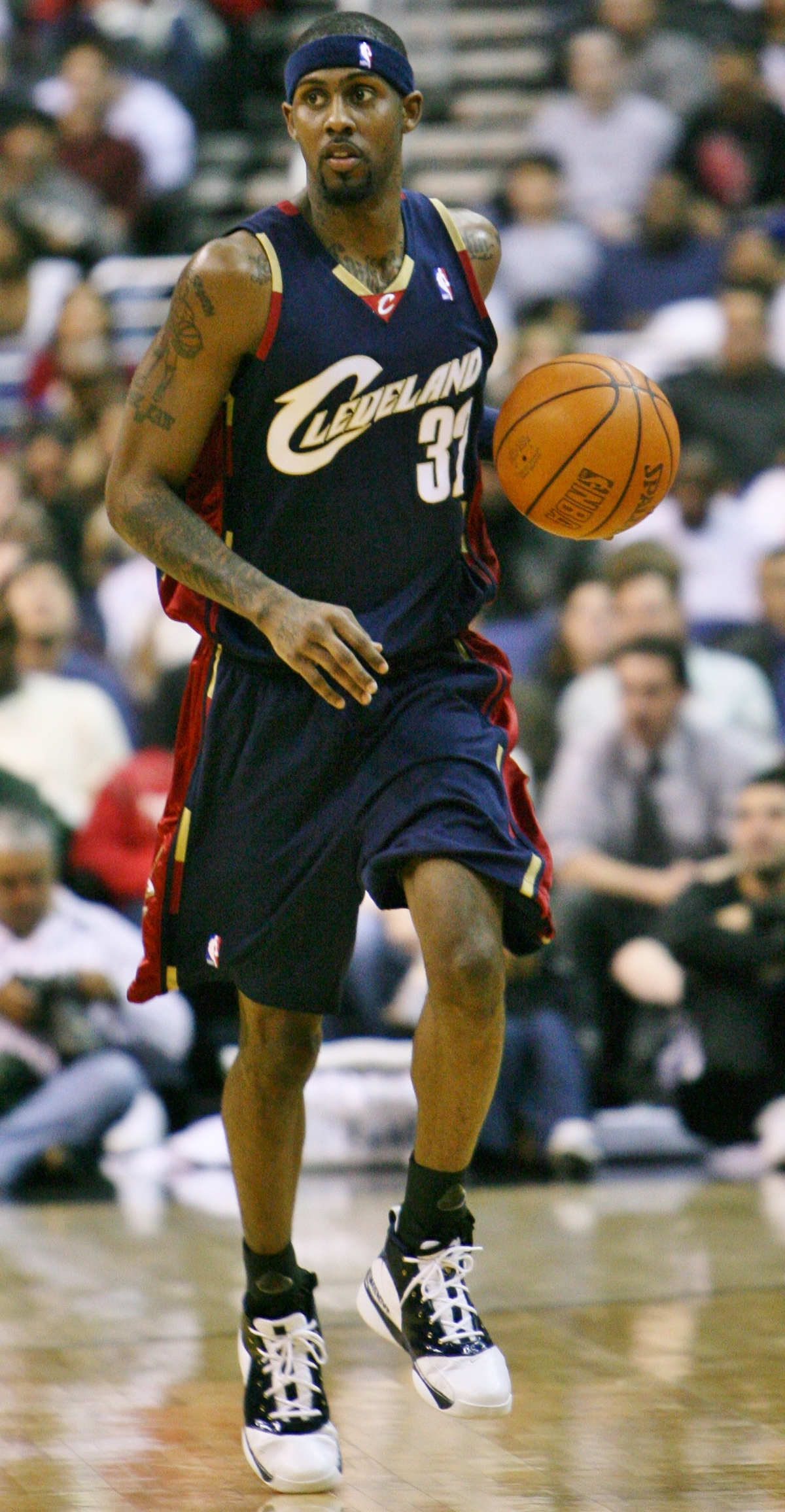
Guard Larry Hughes

| Nr. | Nat.               | Name               | Position      | Zeit      |
| --- | ------------------ | ------------------ | ------------- | --------- |
| 7   | Vereinigte Staaten | Bobby Smith        | Guard/Forward | 1970–1979 |
| 11  | Litauen            | Žydrūnas Ilgauskas | Center        | 1996–2010 |
| 22  | Vereinigte Staaten | Larry Nance        | Forward       | 1988–1994 |
| 25  | Vereinigte Staaten | Mark Price         | Guard         | 1986–1995 |
| 34  | Vereinigte Staaten | Austin Carr        | Guard         | 1971–1980 |
| 42  | Vereinigte Staaten | Nate Thurmond      | Center        | 1975–1977 |
| 43  | Vereinigte Staaten | Brad Daugherty     | Center        | 1986–1994 |

| Nat.               | Name          | Position      | Zeit                |
| ------------------ | ------------- | ------------- | ------------------- |
| Vereinigte Staaten | Lenny Wilkens | Guard Trainer | 1972–1974 1986–1993 |
| Vereinigte Staaten | Nate Thurmond | Center        | 1976/77             |
| Vereinigte Staaten | Walt Frazier  | Guard         | 1977–1980           |

| Name               | aktueller Verein   |
| ------------------ | ------------------ |
| LeBron James       | Los Angeles Lakers |
| Brad Daugherty     | Karriere beendet   |
| Baron Davis        | Karriere beendet   |
| Ricky Davis        | Karriere beendet   |
| Drew Gooden        | Karriere beendet   |
| Ron Harper         | Karriere beendet   |
| Larry Hughes       | Karriere beendet   |
| Andre Miller       | Karriere beendet   |
| Antawn Jamison     | Karriere beendet   |
| Larry Nance        | Karriere beendet   |
| Ben Wallace        | Karriere beendet   |
| John Williams      | Karriere beendet   |
| Žydrūnas Ilgauskas | Karriere beendet   |
| Shaquille O’Neal   | Karriere beendet   |
| Mark Price         | Karriere beendet   |
| Eric Snow          | Karriere beendet   |
| Wally Szczerbiak   | Karriere beendet   |
| Anthony Parker     | Karriere beendet   |
| Shawn Kemp         | Karriere beendet   |
| Danny Ferry        | Karriere beendet   |
| World B. Free      | Karriere beendet   |
| Terrell Brandon    | Karriere beendet   |
| Dwyane Wade        | Karriere beendet   |
| Derrick Rose       | New York Knicks    |
| Kyrie Irving       | Dallas Mavericks   |

## Statistiken
| Art der Leistung   | Rekordwert | Spieler            |
| ------------------ | ---------- | ------------------ |
| Spiele             | 822        | LeBron James       |
| Punkte             | 22.317     | LeBron James       |
| Rebounds           | 5.927      | LeBron James       |
| Assists            | 5.973      | LeBron James       |
| Blockierte Schüsse | 1.269      | Žydrūnas Ilgauskas |
| Steals             | 1.346      | LeBron James       |

| Jahr    | Siege:Niederlagen | Siege [%] | Play-offs                                                          |
| ------- | ----------------- | --------- | ------------------------------------------------------------------ |
| 1970/71 | 15:67             | 18,3      | Nicht für die Play-offs qualifiziert                               |
| 1971/72 | 23:59             | 28,0      | Nicht für die Play-offs qualifiziert                               |
| 1972/73 | 32:50             | 39,0      | Nicht für die Play-offs qualifiziert                               |
| 1973/74 | 29:53             | 35,4      | Nicht für die Play-offs qualifiziert                               |
| 1974/75 | 40:42             | 48,8      | Nicht für die Play-offs qualifiziert                               |
| 1975/76 | 49:33             | 59,8      | 2:4 in den Eastern Conference-Finals gegen die Boston Celtics      |
| 1976/77 | 43:39             | 52,4      | 1:2 in der ersten Runde gegen die Washington Bullets               |
| 1977/78 | 43:39             | 52,4      | 0:2 in der ersten Runde gegen die New York Knicks                  |
| 1978/79 | 30:52             | 36,6      | Nicht für die Play-offs qualifiziert                               |
| 1979/80 | 37:45             | 45,1      | Nicht für die Play-offs qualifiziert                               |
| 1980/81 | 28:54             | 34,1      | Nicht für die Play-offs qualifiziert                               |
| 1981/82 | 15:67             | 18,3      | Nicht für die Play-offs qualifiziert                               |
| 1982/83 | 23:59             | 28,0      | Nicht für die Play-offs qualifiziert                               |
| 1983/84 | 28:54             | 34,1      | Nicht für die Play-offs qualifiziert                               |
| 1984/85 | 36:46             | 43,9      | 1:3 in der ersten Runde gegen die Boston Celtics                   |
| 1985/86 | 29:53             | 35,4      | Nicht für die Play-offs qualifiziert                               |
| 1986/87 | 31:51             | 37,8      | Nicht für die Play-offs qualifiziert                               |
| 1987/88 | 42:40             | 51,2      | 2:3 in der ersten Runde gegen die Chicago Bulls                    |
| 1988/89 | 57:25             | 69,5      | 2:3 in der ersten Runde gegen die Chicago Bulls                    |
| 1989/90 | 42:40             | 51,2      | 2:3 in der ersten Runde gegen die Philadelphia 76ers               |
| 1990/91 | 33:49             | 40,2      | Nicht für die Play-offs qualifiziert                               |
| 1991/92 | 57:25             | 69,5      | 2:4 in den Eastern Conference-Finals gegen die Chicago Bulls       |
| 1992/93 | 54:28             | 65,9      | 0:4 in den Eastern Conference-Halbfinals gegen die Chicago Bulls   |
| 1993/94 | 47:35             | 57,3      | 0:3 in der ersten Runde gegen die Chicago Bulls                    |
| 1994/95 | 43:39             | 52,4      | 1:3 in der ersten Runde gegen die New York Knicks                  |
| 1995/96 | 47:35             | 57,3      | 0:3 in der ersten Runde gegen die New York Knicks                  |
| 1996/97 | 42:40             | 52,4      | Nicht für die Play-offs qualifiziert                               |
| 1997/98 | 47:39             | 57,3      | 1:3 in der ersten Runde gegen die Indiana Pacers                   |
| 1998/99 | 22:60             | 26,8      | Nicht für die Play-offs qualifiziert                               |
| 1999/00 | 32:50             | 39,0      | Nicht für die Play-offs qualifiziert                               |
| 2000/01 | 30:52             | 36,6      | Nicht für die Play-offs qualifiziert                               |
| 2001/02 | 29:53             | 35,4      | Nicht für die Play-offs qualifiziert                               |
| 2002/03 | 17:65             | 20,7      | Nicht für die Play-offs qualifiziert                               |
| 2003/04 | 35:47             | 42,7      | Nicht für die Play-offs qualifiziert                               |
| 2004/05 | 42:40             | 51,2      | Nicht für die Play-offs qualifiziert                               |
| 2005/06 | 50:32             | 61,0      | 3:4 in den Eastern Conference-Halbfinals gegen die Detroit Pistons |
| 2006/07 | 50:32             | 61,0      | 0:4 in den NBA-Finals gegen die San Antonio Spurs                  |
| 2007/08 | 45:37             | 54,1      | 3:4 in den Eastern Conference-Halbfinals gegen die Boston Celtics  |
| 2008/09 | 66:16             | 80,5      | 2:4 in den Eastern Conference-Finals gegen die Orlando Magic       |
| 2009/10 | 61:21             | 74,4      | 2:4 in den Eastern Conference-Halbfinals gegen die Boston Celtics  |
| 2010/11 | 19:63             | 23,2      | Nicht für die Play-offs qualifiziert                               |
| 2011/12 | 21:45             | 31,8      | Nicht für die Play-offs qualifiziert                               |
| 2012/13 | 24:58             | 29,3      | Nicht für die Play-offs qualifiziert                               |
| 2013/14 | 33:49             | 40,2      | Nicht für die Play-offs qualifiziert                               |
| 2014/15 | 53:29             | 64,6      | 2:4 in den NBA-Finals gegen die Golden State Warriors              |
| 2015/16 | 57:25             | 69,5      | NBA-Meister mit 4:3 gegen die Golden State Warriors                |
| 2016/17 | 51:31             | 62,2      | 1:4 in den NBA-Finals gegen die Golden State Warriors              |
| 2017/18 | 50:32             | 61,0      | 0:4 in den NBA-Finals gegen die Golden State Warriors              |
| 2018/19 | 19:63             | 23,2      | Nicht für die Play-offs qualifiziert                               |
| 2019/20 | 19:46             | 29,2      | Nicht für die Play-offs qualifiziert                               |
| 2020/21 | 22:50             | 30,6      | Nicht für die Play-offs qualifiziert                               |
| 2021/22 | 44:38             | 53,7      | Nicht für die Play-offs qualifiziert in den Play-ins               |
| 2022/23 | 51:31             | 62,2      | 1:4 in der ersten Runde gegen die New York Knicks                  |
| 2023/24 | 48:34             | 58,5      | 1:4 in den Eastern Conference-Halbfinals gegen die Boston Celtics  |
| 2024/25 | 64:18             | 78,0      | 1:4 in den Eastern Conference-Halbfinals gegen die Indiana Pacers  |
| Gesamt  | 2096:2339         | 47,3      | 134:121 in den Playoffs (52,5 %) 1 NBA-Meisterschaft               |